# 青森市営バス西部営業所
青森市営バス西部営業所（あおもりしえいバスせいぶえいぎょうしょ）は、青森県青森市大字新城にある青森市営バスの営業所である。
なお、本稿では廃止された油川営業所、蟹田営業所、三厩分所、上磯営業所についても記載する。

## 沿革
- 1962年（昭和37年）11月1日 - 青森市大字新城字平岡163番地に開設、運輸開始。
- 1985年（昭和60年）4月8日 - 現在地に移転。
- 1990年（平成2年）4月1日 - 油川営業所廃止に伴い、後潟線を受け持つようになる。
- 2019年（令和元年）12月2日 - この日から2020年（令和2年）3月31日までの予定で当営業所の一部業務を岩手県北自動車に委託[1]。

## 所管路線

### 本線
東部営業所と共管　一部岩手県北バス委託

### 新城線
東部営業所と共管。
- 石江経由:東部営業所 - 原別 - 県立中央病院前 - 南造道 - 合浦公園前 - 堤橋 - 古川 - 西上古川 - 西滝 - 石江 - (新青森駅南口) - 西高校前 - 新城駅前 - 天狗立 - 西部営業所
- 新町経由:東部営業所 - 原別 - 県立中央病院前 - 南造道 - 合浦公園前 - 堤橋 - 新町二丁目 - 古川 - 西上古川 - 西滝 - 石江 - (新青森駅南口) - 西高校前 - 新城駅前 - 天狗立 - 西部営業所
- 緑ヶ丘団地経由:東部営業所 - 原別 - 県立中央病院前 - 南造道 - 合浦公園前 - 堤橋 - 古川 - 西上古川 - 西滝 - 石江 - (新青森駅南口）- 西高校前 - 新城駅前 - 緑ヶ丘団地 - 西部営業所
- 東バイパス経由:東部営業所 - 後萢通り - 県立中央病院通り - 南造道 - 合浦公園前 - 堤橋 - 古川 - 西上古川 - 西滝 - 石江 -(新青森駅南口) - 西高校前 - 新城駅前 - 天狗立 - 西部営業所
- 岡部経由:（青森駅 - ）古川 - （西滝/西部営業所行のみ） - 西郵便局前 - ガーラタウン前 - 岡部 - 石江 - 西高校前 - 新城駅前 - 天狗立 - 西部営業所
- 急行バス（停車停留所表記）:<西部営業所 - 緑ヶ丘団地 - 西滝間各停留所> - 古川 - 市役所前 - NTT青森支店前 - 堤橋 - 栄町二丁目 - 合浦公園前 - <県立中央病院通り - 県立中央病院前 - 原別 - 東部営業所間各停留所>（急行運行区間は国道走行区間となる）※東部営業所が担当

- 系統番号
  - 西部営業所行き：T50
  - 青森駅行き：A1
  - 県立中央病院前経由東部営業所行き：C10
  - 東バイパス経由東部営業所行き：E10
  - 県立中央病院前行き：C12
  - 青森公立大学前行き：K31
  - 幸畑団地行き：J32
  - 市民病院前行き：K34
  - 問屋町行き：K37
  - しあわせプラザ行き：60

- 沿革
  - 1947年6月22日 - 西滝 - 新城駅間路線を延長し、新城線運行開始。
  - 1977年 - 新町経由新設。

この間にバスの本数が少なかった西部営業所（現・西部市民センター前） - 戸門間の利便を図るため弘南バスが戸門線・雪印線を新設したため、市営バスも一部便を雪印工場前・戸門発着とした。
  - 1984年4月1日 - 戸門発着を廃止（孫内線へ統合）。
  - 1985年4月8日 - 新・西部営業所発着となる（雪印工場発着を統合）。
  - 1997年4月1日 - 緑ヶ丘団地経由新設。また西部営業所発着の一部便を延長し、鶴ヶ丘苑線運行開始。
  - 1998年4月1日 - 西滝線（東部営業所 - 西滝）を新設。
  - 2000年3月1日 - 鶴ヶ丘苑線休止。東部営業所移転に伴い急行バス東部営業所→西部営業所系統（東バイパス経由）、西部営業所→東バイパス→東部営業所系統を新設。
  - 2001年4月1日 - 西滝線廃止。
  - 2002年4月1日 - 急行バス東部営業所→西部営業所系統（東バイパス経由）、西部営業所→東バイパス→東部営業所系統廃止。
  - 2004年4月1日 - 古川発着の一部を延長し、青森駅発着を新設。
  - 2005年4月1日 - 急行バス西部営業所→東部営業所系統（県立中央病院経由）を新設（2000 - 2002年に運行されていた系統とは逆方向）。西部営業所 - 東バイパス - 東部営業所系統が復活。
  - 2007年4月1日 - 西部営業所発中筒井行を幸畑団地まで延長。
  - 2010年12月4日 - 東北新幹線新青森駅開業に伴い、一部が新青森駅南口経由となる。新青森駅南口を経由するバスの行先表示にアルファベットBを掲げ、B1かB2の系統表示になる。
  - 2012年4月1日 - 一部便が岡部（ガーラタウン前 - マツダ自動車前間に新設）経由となる。

青森市中心部と新城地区を結ぶ路線で、一部便は出入庫も兼ねている。本線と共に運行本数が多く、並行する浪岡線（大釈迦経由）と合わせて朝晩でも30分に1本は確保されている。
運行系統もさまざまで、古川・青森駅・県立中央病院前・東部営業所・しあわせプラザ・市民病院前・問屋町・青森公立大学前・幸畑団地（平日のみ）・青森朝日放送（平日のみ）と10の行き先が設定されている。以前は古川発着で日中を中心に多く設定されていたが、青森駅への延長や朝晩を中心とした一部便は本線（古川・県病前経由）を減便した上で東部営業所発着としたため、現在は少なくなっている。

### 西バイパス線
東部営業所と共管
- （東部営業所/西部営業所行のみ→県立中央病院前 - ）古川 - （西滝/西部営業所行のみ） - 西郵便局前 - ガーラタウン前 - 厚生病院前 - 青葉台団地入口 - 戸門見通 - 西部営業所

- 系統番号
  - 西部営業所行き：U50
  - 西部営業所発青森駅行き：A1
  - 西部営業所発県立中央病院前行き：C12

- 沿革
  - 1985年5月14日 - 運行開始。
  - 2006年8月1日 - 西部営業所行が西滝経由となる。
  - 2018年10月29日～2019年3月31日 - 新石江・西バイパス線の実験運行が行われる。
    - 【経路】西部営業所～西バイパス～新石江（新青森駅東口を含む）～古川（～青森駅）～県立中央病院～東部営業所

### 野木和団地線
東部営業所と共管
- 沖館経由:（東部営業所 - 県立中央病院前 - ）古川 - 駅西口通り - 沖館 - 新田 - 油川下町 - 油川仲町 - 油川中学校前 - 北高校前 - 油川市民センター - 羽白沢田 - 野木和団地
- 駅西口経由:（東部営業所 - 県立中央病院前 - ）古川 - 駅西口 - 駅西口通り - 沖館 - 新田 - 油川下町 - 油川仲町 - 油川中学校前 - 北高校前 - 油川市民センター - 羽白沢田 - 野木和団地
- 新生町経由:（東部営業所 - 県立中央病院前 - ）古川 - 駅西口通り - 沖館 - 新田 - 油川下町 - 油川仲町 - 油川中学校前 - 北高校前 - 油川市民センター - 新生町 - 野木和団地
- 系統番号
  - 野木和団地行き：W53
  - 青森駅行き：A1
  - 東部営業所行き：C10
  - 県立中央病院前行き：C12
  - 市民病院前行き：K34

- 沿革
  - 1929年5月3日 - 油川線古川 - 沖館松原間運行開始。
  - 1939年6月 - 青森乗合自動車株式会社の古川 - 油川 - 十三森間を買収。
  - 1940年9月26日 - 油川線古川 - 十三森間運行開始。
  - 1960年6月28日 - 油川営業所開設に伴い油川線を油川中学校通り - 八十八ヶ所間路線延長、野木和線となる。このころの油川線は油川中学校通りまでの運行であったとみられる。
  - 1973年10月29日 - 油川営業所が青森市大字羽白字池上に移転。このころまでには、油川営業所発着の路線が設定されていたとみられる。
  - 1990年4月1日 - 油川営業所廃止、西部営業所に統合。これにより、油川営業所発着の便は廃止。野木和団地発着となる。
  - 1993年4月1日 - すべての便が油川市民センター前（旧油川営業所）経由となる。
  - 2009年4月1日 - 野木和団地行の駅西口経由を廃止。

現在はすべての便が野木和団地発着となっているが、油川営業所廃止までは油川営業所発着が大半を占めていた。野木和団地・油川営業所 - 中筒井間の便も運行されていた。
油川営業所廃止までは主に油川営業所が担当し、一部時間帯の便に東部営業所担当便があった。現在は西部営業所と東部営業所が同数程度の担当となっている。西部営業所担当便の一部行路は野木和団地 - 西部営業所間を回送で送り込む。

### 奥内・後潟線
一部便は東部営業所担当及び岩手県北バス委託。
- （東部営業所 - 県立中央病院前 - ）古川 - 駅西口通り - 沖館 - 新田 - 油川下町 - 十三森 - 奥内支所前 - 奥内駅前 - 左堰 - 後潟支所前 - 後潟

- 系統番号
- 後潟行き：W54
- 青森駅行き：A1
- しあわせプラザ行き：60

- 沿革
  - 1954年 - 青森バス三厩線を青森市営バスに移管。
  - 1991年4月1日 - 三厩線後潟 - 蟹田駅間廃止（それ以前より奥内・後潟線は運行していた）。

以前は奥内駅発着便が多く設定されていたが、近年では2002年改正の2往復（日祝1往復）が最高に、2003年改正では1往復（日祝運休）に減便、2004年改正で朝の奥内駅発福祉増進センター行（日祝運休、2006年改正より土日祝運休）のみとなった。
油川営業所の出入庫系統として油川営業所 - 奥内駅・後潟間が設定されていた。これは油川営業所廃止後、野木和団地 - 奥内駅・後潟間として引き継がれたが、2001年改正で奥内駅→野木和団地間が廃止されてしまい、かつての出入庫系統はすべて廃止された。

### 三内霊園線
東部営業所と共管
- 東部営業所 - 原別 - 県立中央病院前 - 南造道 - 合浦公園前 - 堤橋 - 古川 - 西上古川 - 西滝 - 滝内 - 中三内 - 三内霊園南口 - 三内霊園
臨時運行（お盆と彼岸）のため注意が必要。毎年8月13日は日中約10分間隔で運行される。
毎年8月13日は三内霊園周辺の道路が混雑するため下記経路で運行される。
- 往路：東部営業所 - （所定経路） - 古川 - 西上古川 - 西滝 - 石江 - 三内霊園 - つくしが丘病院前
- 復路：所定経路で運行（ただし古川での降車扱いは7番のりばで行い、乗車扱いは8番のりばで行う）。
- この路線は、1949年（昭和24年）には既に運行されている[2]。

### つくしが丘病院線
東部営業所と共管
- （東部営業所 - 県立中央病院前 - ）古川 - 西上古川 - 西滝 - 滝内 - 中三内 - 三内霊園南口 - 三内霊園 - つくしが丘病院前

- 系統番号
  - つくしが丘病院行き：R52
  - 青森駅行き：A1
  - 東部営業所行き：C10
  - 県立中央病院前行き：C12

- 沿革
  - 1942年8月14日 - 三内線上古川 - 三内墓地（現・三内霊園）間運行開始。
  - 1975年9月27日 - 浪館経由運行開始。
  - 1981年4月15日 - つくしが丘病院発着とする。
  - 2009年4月1日 - 浪館経由を廃止。
浪館経由の廃止時経路
    - （東部営業所 - 県立中央病院前 - ）古川 - 古川中学校前 - 浪館 - 三内小学校前 - 中三内 - 三内霊園前 - つくしが丘病院前

毎年8月13日は三内霊園周辺の道路が混雑するため下記経路で運行される。
- 往路：東部営業所 - （所定経路） - 古川 - 西上古川 - 西滝 - 石江 - 三内霊園 - つくしが丘病院前
- 復路：つくしが丘病院前 - 三内霊園南口 - 中三内 - （所定経路） - 古川 - （所定経路） - 東部営業所
冬期間は三内霊園を経由しないので注意が必要。
主に西部営業所が当路線を担当し、一部時間帯のみ東部営業所が担当している。

### 岩渡線
- （東部営業所 - 県立中央病院前 - ）古川 - 西上古川 - 西滝 - 滝内 - 中三内 - 三内霊園南口 - つくしが丘病院前（2023年12月冬季ダイヤ改正より構内へ乗り入れ） - 岩渡

- 系統番号
  - 岩渡行き：R52
  - 青森駅行き：A1

- 沿革
  - 1975年9月27日 - 運行開始。

毎年8月13日は三内霊園周辺の道路が混雑するため下記経路で運行される。
- 往路：東部営業所 - （所定経路） - 古川 - 西上古川 - 西滝 - 石江 - 三内霊園 - つくしが丘病院前 - 岩渡
- 復路：所定経路で運行。

### 荒川線
- 中央大橋経由:青森駅（西部営業所・野木和団地） - 古川 - 県庁前 - 柳町通り - 中央大橋 - 大野十文字 - 農協会館前 - 青森朝日放送前
- 八甲田大橋・南奥野経由（青森駅系統）：青森駅 - 新町二丁目 - NTT青森支店前 - みちのく銀行本店前 - サンロード青森前 - 南中学校前 - 片岡 - 大野十文字 - 農協会館前 - 青森朝日放送前
- 八甲田大橋・南奥野経由（県病系統）：青森朝日放送前 → 農協会館前 → 大野十文字 → 片岡 → 南中学校前 → サンロード青森前 → みちのく銀行本店前 → NTT青森支店前 → 堤橋 → 合浦町 → 南造道 → 県立中央病院前
- 八甲田大橋・やはぎ経由：青森朝日放送前 → やばぎ → 妙見 → 上玉川 → サンロード青森前 → みちのく銀行本店前 → NTT青森支店前 → 合浦町 → 南造道 → 県立中央病院前 → 原別 → 東部営業所
- 大野経由:青森駅（県立中央病院前） - 古川 - 南旭町 - 甲田中学校通り - 大野市民センター前 - 農協会館前 - 青森朝日放送前
- 大野十文字経由:青森駅（東部営業所・市民病院前） - 古川 - 南旭町 - 甲田中学校通り - 大野十文字 - 農協会館前 - 青森朝日放送前

- 系統番号
  - 八甲田大橋経由青森朝日放送前行き：K43
  - 中央大橋経由青森朝日放送前行き：L43
  - 南旭町経由青森朝日放送前行き：M43
  - 青森駅行き：A1
  - 東部営業所行き：C10
  - 県立中央病院前行き：C12
  - 野木和団地行き：W53

- 沿革
  - 19xx年 - 荒川線旭町角（古川） - 大野 - 荒川間運行開始。
  - 19xx年 - 浦町線青森駅前 - 水道工場前 - 大野十文字間運行開始。
  - 19xx年 - 浦町線市民病院前 - 大野十文字間を廃止し、大野線青森駅 - （八甲田大橋） - 南中学校前 - 大野十文字間運行開始。
  - 1983年12月 - 大野線を中央高校前まで延長。
  - 19xx年 - 大野線を荒川線に編入し、八甲田大橋経由新設。
  - 1994年4月1日 - 中央大橋経由荒川線運行開始（青森駅 - 中央大橋 - 青森朝日放送前、西部営業所 - 中央大橋 - 青森朝日放送前）。
  - 1995年4月1日 - 野木和団地発中央大橋経由荒川線運行開始（現在は廃止）。
  - 1996年4月1日 - 大野経由東部営業所行を新設（青森朝日放送前 - 農協会館前 - 大野市民センター前 - 甲田中学校通り - 古川 - 堤橋 - 合浦公園前 - 南造道 - 県立中央病院前 - 原別 - 東部営業所）。
  - 2005年4月1日 - 大野経由県立中央病院行廃止。
  - 2013年10月1日 - 高田線・入内線・大柳辺線の休止に伴い、一部便を荒川線に編入。大野経由が復活、やはぎ・八甲田大橋経由と大野十文字経由が新設される（市民病院発は高田線、やはぎ・八甲田大橋経由は青い森病院線より継承）。

青森中央大橋竣工後は中央大橋経由が中枢系統として運行されていたが、利用者が少なかったため減便が続いた。2013年10月1日改正で高田方面線が青森市市民バスに振り返されたことにより、一部便の青森朝日放送以南を廃止したうえで荒川線に編入されたことにより、本数が増えた。

### 野木線
全便岩手県北バス委託
- （東部営業所 または 青森駅) - 古川 - 甲田中学校通り - 大野市民センター前 - 農協会館前 - 荒川十文字 - 上野十文字 - 金浜小学校前 - 大別内 - 野木
- 牛館経由:（東部営業所 または 青森駅) - 古川 - 甲田中学校通り - 大野市民センター前 - 農協会館前 - 荒川十文字 - 上野十文字 - 上野 - 牛館 - 上野 - 上野十文字 - 金浜小学校前 - 大別内 - 野木

- 系統番号
  - 野木行き：M44
  - 青森駅前行き：A1
  - 東部営業所行き：C10

- 沿革
  - 1954年1月28日 - 青森バス買収により青森市営バス金浜線（荒川村筒井 - 荒川村金浜間2.9km）となる。
  - 1956年5月8日 - 金浜線高田通り - 大別内間路線延長。
  - 1961年12月15日 - 金浜線金浜小学校 - 野木間路線延長、野木線運行開始。
  - 1984年12月1日 - 金浜小学校発着の金浜線がすべて野木発着になる。
  - 2007年4月1日 - 牛館線1往復を吸収し、牛館経由野木線を新設。

1990年代に入るまでは、東部営業所 - 古川 - 野木 - 大別内の順で運行していた（一部、野木発着）。

### 南高校線
東部営業所と共管
- 青森駅（東部営業所・工業高校前） - 古川 - 南旭町 - 甲田中学校通り - 金沢小学校前 - 金沢 - 南高校

- 系統番号
  - 南高校前行き：M42
  - 青森駅行き：A1
  - 東部営業所・工業高校前行き：C10

- 沿革
  - 2002年4月1日 - 朝の南高校行2本を古川発から青森駅発に変更。青森駅 - 南高校間系統が登場する。
  - 2013年10月1日 - 朝の南高校発東部営業所行のうち1本を工業高校前まで延長する。

金沢環状線を前身とする。青森県立青森南高等学校への通学生と金沢地区から市中心部への利便を図るために設定された。以前は古川 - 南高校間の便が大半で、朝の通勤対策として南高校→東部営業所間の便が設定されていた。そのため列車通学生は青森駅から古川まで歩かなければならなく、また造道地区など国道4号沿線からの通学生も古川で乗換を余儀なくされるなど不便な状況であった。2002年改正で朝の古川発2本が青森駅発となり、2004年改正には青森駅発3本・青森駅行6本に、さらに2006年改正には夕方の古川行が東部営業所行となり、状況が改善され利用しやすくなった。
これまで冬期間は南高校生専用バスが青森駅 - 南高校間で運行されてきたが、2007 - 2008年の冬期間は定期バスを1台増便させる形（続行便）となった。
  - 2018年10月29日～2019年3月31日 - 大野循環線の実験運行が行われる。
    - 【運行経路】 青森駅～南旭町～西大野～南高校～中央大橋～青森駅。
    - 系統番号は、左回り（南旭町先回り）：西大野まではM（数字は付かない）、西大野からはA1

### サンドーム線
- 青森駅 - 古川 - 甲田中学校通り - 中央大橋通り - 総合体育館前 - シーナシーナ青森前 - サンドーム前 - スケート場前

- 系統番号
  - スケート場前行き：M36
  - 青森駅前行き：A1

- 沿革
  - 1986年10月4日 - スケート場線運行開始（土日祝日のみ運行）。
  - 1990年4月16日 - 陸運事務所線新設。
  - 1992年4月1日 - 陸運事務所線とスケート場線を統合してサンドーム線運行開始（青森駅 - 古川 - 甲田中学校通り - 大野十文字 - 農協会館前 - スケート場前 - サンドーム前）。
  - 2001年4月1日 - イトーヨーカドー経由となり、サンドーム発着（スケート場経由）からスケート場発着（サンドーム経由）となる。同時に冬期間の日祝・学休日の増発を廃止。

### 市民病院線
東部営業所と共管。
- 青森駅 - 古川 - NTT青森支店前 - みちのく銀行本店前 - 市民病院前
  - 1928年 - 浦町駅 - 文芸館前（現 青柳二丁目）で運行開始。（東奥日報社1928年発行『青森県総覧』より）
  - 1963年12月16日 - 青森市民病院が青森市勝田に移転したことにより、浦町線（青森駅前 - 水道工場前 - 大野十文字）が市民病院経由となる。

1969年までには市民病院 - 水道工場 - 大野十文字間が運行休止となる。これにより、市民病院線が現在の形となる（その後、青森駅前 - 《八甲田大橋》 - 南中学校前 - 大野十文字の大野線が代替路線として運行が開始されたと見られ、のちに八甲田大橋経由荒川線に引き継がれた）。
  - 1987年12月1日 - 働く女性の家前 - 市民病院間の運行経路を変更。平和公園通り経由から市民病院通り経由となる。
  - 2013年10月1日 - 高田線休止により、高田中学校前 - 市民病院前間の系統が廃止される。代わりに市民病院前発青森朝日放送行きが設定された。

※系統番号は次のとおり。

　　青森駅発　　　　市民病院前方面行き　K34
　　市民病院前発 　 青森駅行き　　　　　A1
　　　　　　　　　　西部営業所行き　　　T50
　　　　　　　　　　野木和団地行き	　　 W53
　　　　　　　　　　東部営業所行き　　　C10
　　　　　　　　　　県立中央病院前行き　C12
　　　　　　　　　　慈恵会病院前行き　　P40
浪館中央循環　　青森駅行き  　　　　K35

### 問屋町線
東部営業所と共管　一部岩手県北バス委託
- 青森駅 - 古川 - NTT青森支店前 - みちのく銀行本店前 - サンロード青森前 - 上玉川 - 妙見 - 問屋町入口 - 問屋町会館前 - 産業会館前 - 第二問屋町
  - 1969年12月20日 - 市民病院通り - 妙見間を路線延長（八甲田大橋経由の新設）し、問屋町線運行開始。
  - 1985年12月1日 - 第二問屋町まで路線を延長。中央卸売市場を経由せず。
  - 1990年4月16日 - 問屋町環状線新設。
  - 1993年4月1日 - 問屋町環状線廃止。

新城線・野木和団地線などからの直通系統あり。それらは青森駅を経由しない。
系統番号は次のとおり。

　　問屋町行き　K37
　　青森駅行き　A1（観光通り・古川経由）あるいは（旭町・古川経由）
　　西部営業所行き　T50
　　東部営業所行き　C10（県立中央病院前経由）
　　野木和団地行き　W53（新生町経由）　　

### 八甲田大橋経由 青森公立大学線
東部営業所と共管
- 西部営業所 - 新城駅前 - 石江 - 西滝 - 古川 - NTT青森支店前 - みちのく銀行本店前 - サンロード青森前 - 上玉川 - 妙見 - 横内 - 桜峰 - 青森公立大学前
  - 1993年4月1日 - 青森公立大学の開学に伴い運行開始（八甲田大橋経由・南旭町経由）。

### モヤヒルズ線
※JRバス東北（十和田北線）と競合
東部営業所と共管
- 青森駅 - 古川 - NTT青森支店前 - みちのく銀行本店前 - サンロード青森前 - 上玉川 - 妙見 - 横内 - 桜峰 - 青森公立大学前 - モヤヒルズ
  - 1998年4月1日 - 運行開始。当初は青森駅発着のほか、土日祝と学休日運行の西部営業所発着（西部営業所担当）、東部営業所発着（東部営業所担当）があった。また12月1日から3月31日までに限り公立大学発西部営業所行最終便をモヤヒルズ発で運行。
  - 2002年4月1日 - 西部営業所・東部営業所発着を廃止。同時に公立大学発最終の延長運行も廃止。

### 横内環状線
- 詳細は共管先の東部営業所を参照のこと。

### 慈恵会病院線
東部営業所と共管。
- （青森駅 - ）古川 - 古川中学校前 - 浪館 - 自衛隊前 - 総合運動公園前 - 安田近野 - 仙寿鶴亀温泉前 - 慈恵会病院

- 系統番号
  - 慈恵会病院前行き：P40
  - 青森駅前行き：A1
  - 東部営業所前行き：C10
  - 市民病院前行き：K34
  - しあわせプラザ前行き：60

- 沿革
  - 1951年10月9日 - 浪館線古川 - 自衛隊前間運行開始。
  - 1954年1月28日 - 青森バス浪館線（青森市千刈 - 青森市浪館間2.5km）が青森市営バスに移管される。
  - 1979年12月16日 - 浪館線スポーツセンター（現・運動公園前） - ラドンセンター（現・慈恵会病院）間路線延長し運行開始。

### 三内丸山遺跡線
- 西滝経由：青森駅 - 古川 - 西上古川 - 西滝 - 滝内福祉館前 - 里見一丁目 - 三内西小学校前 - 県立美術館前 - （西部工業団地前） - 三内丸山遺跡 - 運転免許センター前
- 浪館経由：青森駅（東部営業所） - 古川 - 古川中学校前 - 浪館 - 自衛隊宿舎入口 - 三内西小学校前 - 県立美術館前 - 三内丸山遺跡 - 運転免許センター前
  - 1995年4月1日 - 三内丸山遺跡線（東部営業所・青森駅 - 運転免許センター間）運行開始。
  - 2002年4月1日 - 東部営業所・県立中央病院発着系統の廃止。
  - 2007年4月1日 - 西部工業団地線の一部を吸収して、西部工業団地経由を新設。また従来の慈恵会病院経由の一部を県立美術館経由に変更。
2007年4月1日改正時の運行経路
    - 慈恵会病院経由:青森駅 - 古川 - 古川中学校前 - 浪館 - 自衛隊前 - 総合運動公園前 - 慈恵会病院 - 三内丸山遺跡 - 運転免許センター前
    - 西部工業団地経由:青森駅 - 古川 - 古川中学校前 - 浪館 - 自衛隊前 - 総合運動公園前 - 慈恵会病院 - 西部工業団地 - 三内丸山遺跡 - 運転免許センター前
    - 県立美術館経由:青森駅 - 古川 - 古川中学校前 - 浪館 - 自衛隊前 - 総合運動公園前 - 県立美術館前 - 三内丸山遺跡 - 運転免許センター前

  - 2009年4月1日 - 浪館経由から西滝・里見経由に変更。
  - 2010年12月4日 - 一部便が自衛隊宿舎入口経由となる。

以前は慈恵会病院線同様に慈恵会病院構内のバス停まで乗り入れていたが、のちに病院通りの路上にバス停を設置し、構内への乗り入れを廃止した（慈恵会病院線は従来通り）。
2009年までは浪館線系統の一路線として運行されていたが、都市計画道路西滝 - 里見丸山線の開通により時間短縮が見込まれることから運行経路が変更された。これまで三内丸山遺跡線が経由していた仙寿庵鶴亀温泉前については慈恵会病院線が経路変更する形でバス路線が維持されることになった。
2010年12月からは浪館経由が一部復活し、朝の上りの2本が東部営業所行きとなった。

### 細越線
東部営業所と共管
- （東部営業所 - 県立中央病院前 - ）古川 - 古川中学校前 - 浪館 - 自衛隊前 - 総合運動公園前 - 安田近野 - 栄山 - 細越 - 青森変電所前

- 系統番号
  - 細越行き：P41
  - 青森駅前行き：A1
  - 東部営業所前行き：C10
  - しあわせプラザ前行き：60

- 沿革
  - 1954年1月28日 - 青森バス細越線を青森市営バスに移管。ただし当時の細越線は大野経由と荒川・高田日野経由で運行であった。
  - 昭和30年代 - 浪館経由が運行開始。
  - 昭和40年代 - 大野経由が廃止。
  - 1991年12月1日 - 路線が青森変電所前まで延長される。

青森変電所に到着したバスは基本的に折返し運行をするが、回転場所が無いため近くのバス回転所にて回転および乗務員休憩を行う。

### しあわせプラザ線
東部営業所と共管。
- （西部営業所・後潟・奥内駅・野木和団地・細越・岩渡） - 古川 - 県庁前 - 市役所前 - NTT青森支店前 - 橋本小学校前（古川方面のみ） - しあわせプラザ

- 系統番号
  - しあわせプラザ行き：60

- 沿革
  - 19xx年 - 堤橋発着の路線の一部が橋本小学校前発着となる（1977年の時点で橋本小学校発着が確認できるが、その後廃止）。
  - 1992年4月1日 - 古川発着の路線の一部が再び橋本小学校前発着となる。
  - 1998年4月1日 - 橋本小学校線を廃止。福祉増進センター（しあわせプラザ）線運行開始。

橋本小学校線は1日数本に満たない路線であった。福祉増進センター線運行開始当初は古川発着の路線を伸ばす形で1日20本以上あったが、一時期は1日10本（平日ダイヤ）まで減った。その後、青森駅前休憩所がしあわせプラザ横に移転したため、回送運行を兼ねてしあわせプラザ線とされた。

## かつて所管していた路線

### 小湊線
小湊営業所と共管
- （観光物産館 - ）青森駅 - 新町二丁目 - 堤橋 - 合浦公園前 - 南造道 - 県立中央病院前 - 原別 - 野内橋 - 野内駅前 - 久栗坂 - 浅虫温泉駅 - 土屋 - 中野 - 平内農協前 - 平内役場前 - （夜越山森林公園前） - 小湊営業所
- 青森駅 - 新町二丁目 - 堤橋 - 合浦公園前 - 南造道 - 県立中央病院前 - 原別 - 野内橋 - 野内駅前 - 久栗坂 - 浅虫温泉駅 - 土屋 - 中野 - 平内農協前 - 平内役場前 - 東地区館前 - 清水川駅
※急行便は青森駅、県庁通り、新町二丁目、市役所前、文化会館前、堤橋、合浦公園前、県立中央病院前、東部営業所、原別、野内橋、北野内、野内駅前、久栗坂の順に停車、浅虫駅から先は各停留所に停車で、急行区間は小湊・清水川行乗車のみ、青森行降車のみとなっていた。
  - 1954年1月28日 - 青森バス買収により小湊線運行開始。
  - 1981年9月 - 県立中央病院前経由となる。
  - 1984年4月1日 - 青森駅 - 小湊営業所間の一部が夜越山森林公園経由となる。
  - 1986年4月24日 - 青森駅 - 小湊営業所間（夜越山森林公園経由）の一部が観光物産館前発着となる。
  - 1987年4月1日 - 急行便を廃止。
  - 1994年4月1日 - マリンパーク浅虫 - 中野（現・平内中野）間路線休止により廃止。

### 青森 - 大島線
- 青森駅 - 新町二丁目 - 堤橋 - 合浦公園前 - 南造道 - 県立中央病院前 - 原別 - 野内橋 - 野内駅前 - 久栗坂 - 浅虫温泉駅 - 土屋 - 中野 - 茂浦 - 稲生 - 大島
毎年7月下旬から8月上旬に運行されていた。
  - 1994年4月1日 - マリンパーク浅虫 - 中野（現・平内中野）間路線休止により廃止。

### 東八甲田線
- 青森駅 - 新町二丁目 - 堤橋 - 松原三丁目 - 青森高校前 - 中筒井 - 幸畑 - 田茂木野入口 - サイクリングセンター前 - 八甲田温泉 - 田代平 - 箒場岱
  - 1958年8月21日 - 田代線青森駅 - 筒井 - 田茂木野 - 田代平 - 上北鉱山（坪川）間運行開始。
  - 1968年6月22日 - 田代平 - 谷地温泉間を路線延長、東八甲田線運行開始。
  - 1973年6月18日 - 日祝日運行路線となる。
  - 19xx年 - 東八甲田線、箒場岳までの運行となる。
  - 1985年6月20日 - 東八甲田線田茂木野入口 - 箒場岳間をフリーバスとして運行。
  - 199x年 - 東八甲田線廃止。

末期は毎年6月第1日曜日から10月10日までの日・祝日と夏休み期間中を中心に運行。

### 王余魚沢線
- 古川 - 高田中学校通り - 追分 - 青森空港 - 片子都谷森 - 王余魚沢 - 羽黒平 - 浪岡駅
夏期ダイヤは古川・片子都谷森 - 浪岡駅間、冬期ダイヤは王余魚沢 - 浪岡駅間で運行。
  - 1987年 - 廃止（沿革は青森市営バス東部営業所#浪岡線を参照）。

### （初代）浪岡線
- 西部営業所 - 戸門 - 鶴ヶ坂駅前 - 大釈迦北口 - 杉沢 - 浪岡駅
  - 1988年 - 廃止（沿革は青森市営バス東部営業所#浪岡線を参照）。

末期は毎年12月から実施される冬期臨時ダイヤにて1日1本（西部営業所発）のみ設定されていた。2014年9月30日まで運行されていた浪岡線は東部営業所が担当。

### 急行青森空港線
- （初代）青森駅 - 古川一丁目（往路）・新町一丁目（復路） - （南旭町） - 青森空港
- （二代目）観光物産館 - 青森駅 - 新町一丁目 - 県庁通り - 柳町通り - （青森中央大橋） - 大野十文字 - 荒川支所前 - 金高橋 - 青森空港
  - 沿革は青森空港線 (ジェイアールバス東北)を参照のこと。

### 金沢環状線
- （東部営業所 - ）古川 - 南旭町 - 甲田中学校前（現・甲田中学校通り） - 金沢小学校通り - 南高校前 - 浪館 - 古川（ - 東部営業所）
  - 1975年 - 金沢小学校経由古川 - 大野若宮間運行開始。
  - 1977年12月20日 - 大野金沢線浪館 - 大野金沢間路線延長。
  - 1978年 - 大野金沢線ワンマン運行開始。
  - 1981年4月15日 - 金沢環状線運行開始。

廃止後は古川 - 南高校間が南高校線となった。金沢 - 浪館間は2005年の浪館・中央循環線で路線が復活した。

### フェリー埠頭線
- 青森駅 - 古川 - 駅西口通り - 沖館 - 新田 - フェリー埠頭（ターミナルビル前）
  - 1997年6月1日 - 運行開始（1日2往復）。
  - 2001年4月1日 - 廃止。

東日本フェリー（現在の津軽海峡フェリー）の高速船「ゆにこん」に接続して運行。フェリー埠頭行は青森駅→フェリー埠頭→ターミナルビル前（終点）、青森駅行はフェリー埠頭（始発）→ターミナルビル前→青森駅の順で運行。
※2023年10月現在、フェリー埠頭へは「あおもりシャトルdeルートバスねぶたん号」が往路・復路とも「津軽海峡フェリー（津軽海峡フェリー青森ターミナル）」→「青森港フェリーターミナル（青函フェリー事務所）→各方面へという運行順序で運行されている。

### 西バイパス環状線
- 古川 - 西上古川 - 西郵便局前 - 石江三好 - 厚生病院前 - 青葉台団地入口 - 戸門見通 - 新城駅前 - 石江 - 西滝 - 西上古川 - 古川
  - 1996年4月1日 - 運行開始（石江 - 西バイパス経由は日祝運休2本、西バイパス - 石江経由は土日祝運休1本）。
  - 2000年3月1日 - 廃止。

新城線と西バイパス線を1つにした路線で、石江 - 西バイパス経由は厚生病院前、西バイパス - 石江経由は戸門見通で時間調整を行っていた。

### 西バイパス・新田循環線
- 詳細は青森市営バス東部営業所#西バイパス・新田循環線を参照のこと。

### 自衛隊宿舎線
- （青森駅 - ）古川 - 古川中学校前 - 浪館 - 自衛隊前 - 自衛隊宿舎前
  - 1987年12月1日 - 浪館線慈恵会病院発着の一部を自衛隊宿舎発着として運行開始。
  - 2009年4月1日- 自衛隊宿舎へ入る便を大幅減便のうえ、それまでの自衛隊宿舎発着便を、自衛隊宿舎経由慈恵会病院発着に統合。
  - 2010年12月4日 - 自衛隊宿舎線廃止。

### 浜田循環線
- 詳細は青森市営バス東部営業所#浜田循環線を参照のこと。

### 孫内線
- 西部営業所 - 戸門 - 鶴ヶ坂駅前 - 孫内
  - 1964年7月1日 - 運行開始。
  - 1984年4月1日 - 鶴ヶ坂駅 - 孫内系統を廃止。新城線戸門発着系統廃止に伴い増発。
  - 2009年4月1日 - 運行区間を西部営業所 - 孫内間に統一、古川 - 孫内間系統廃止。
  - 2012年4月1日 - 古川 - 孫内間系統増便。
  - 2012年10月1日 - 運行休止。孫内地区社会実験バスが代わりに運行される。
  - 2013年4月1日 - 廃止。社会実験バスがそのまま孫内地区市民バスとして運行を引き継ぐ。

かつては鶴ヶ坂駅 - 孫内間も設定されていたが、これは鶴ケ坂駅で奥羽本線への乗り継ぎを考慮したダイヤのためで、時刻表には鶴ケ坂駅通過時刻が表記されていた。鶴ヶ坂駅 - 孫内間系統が廃止された後も鶴ケ坂駅通過時刻の表記が2001年改正時刻表まで続けられたが、奥羽本線との乗り継ぎ客が皆無に等しかったので、2002年改正時刻表からは表記がなくなった。
2009年改正で全便が西部営業所 - 孫内間に短縮され、車両も中型車両から小型車両に変更となった。

### 岡町線
- 野木和団地 - 羽白沢田 - 油川市民センター前 - 油川中学校前 - 油川仲町 - 油川小学校前 - 岡町 - 厚生病院前 - 新城駅前 - 西部営業所
  - 1939年6月 - 青森乗合自動車株式会社から路線権を買収。
  - 1940年9月26日 - 運行開始（終起点は新城駅前）。
  - 1983年4月5日 - 終起点が（旧）西部営業所となる。
  - 1985年4月8日 - 終起点が（新）西部営業所となる。
  - 1990年4月1日 - 油川営業所廃止に伴い西部営業所担当となる（一時期、東部営業所・古川 - 西部営業所間の一部便が東部営業所担当となったが、現在は全便が西部営業所の担当である）。
  - 2009年4月1日 - 運行区間を野木和団地 - 西部営業所間に統一し、東部営業所・古川 - 西部営業所間系統は廃止。
  - 2012年4月1日 - 古川 - 西部営業所の系統が増便。
  - 2012年10月1日 - 運行休止。岡町地区社会実験バスが代わりに運行される。
  - 2013年4月1日 - 廃止。岡町地区市民バスとして運行を継続。

岡町線は元々油川営業所担当であったため、野木和団地・油川営業所 - 西部営業所間を出入庫便として送り込み、西部営業所 - 岡町 - 東部営業所間を運行する行路が組まれていた。油川営業所廃止後は西部営業所担当となり、野木和団地 - 西部営業所間は1往復（2002年改正までは日祝を除き2往復）まで削減された。しかし2009年4月1日改正で古川・東部営業所発着便が廃止され、西部営業所発着に振り替えられたが、2012年4月1日改正では古川までの便が増便された。

### 高田線
- 大野十・荒川十・高田福祉教育センター経由:（東部営業所 - 県立中央病院前 - ）古川 - 南旭町 - 甲田中学校通り - 大野十文字 - 農協会館前 - 荒川十文字 - 荒川松尾 - 高田日野 - 高田福祉教育センター前 - 高田中学校前
- 大野・荒川十・高田福祉教育センター経由:（東部営業所 - 県立中央病院前 - ）古川 - 南旭町 - 甲田中学校通り - 大野市民センター前 - 農協会館前 - 荒川十文字 - 荒川松尾 - 高田日野 - 高田福祉教育センター前 - 高田中学校前
- 大野十・バイパス経由:（東部営業所 - 県立中央病院前 - ）古川 - 南旭町 - 甲田中学校通り - 大野十文字 - 農協会館前 - 青森朝日放送前 - 荒川松尾通り - 高田日野 - 新あおもり農協中央店前 - 高田中学校前
- 大野・バイパス経由:（東部営業所 - 県立中央病院前 - ）古川 - 南旭町 - 甲田中学校通り - 大野市民センター前 - 農協会館前 - 青森朝日放送前 - 荒川松尾通り - 高田日野 - 新あおもり農協中央店前 - 高田中学校通り - 追分 - 太陽台団地 - 青い森病院
- 八ツ役経由:東部営業所 - 県立中央病院前 - 古川 - 南旭町 - 甲田中学校通り - 大野市民センター前 - 農協会館前 - 青森朝日放送前 - 八ツ役 - 上八ツ役 - 荒川十文字 - 荒川松尾 - 高田日野 - 高田福祉教育センター前 - 高田中学校前
高田福祉教育センター経由は冬期間高田バイパス経由（高田日野 - 新あおもり農協中央店前 - 高田駐在所前）となる。
  - 1977年5月24日 - 荒川支所前 - 高田日野間路線延長、荒川バイパス経由運行開始。
  - 1978年 - 八甲田大橋経由高田 - 東部営業所間新設。
  - 1999年10月1日 - 一部を青い森病院発着に変更（高田発の八甲田大橋経由も青い森病院発に）。
  - 2013年10月1日 - 運休。代替として、青森市市民バス高田線が実験運行開始。一部便は青森朝日放送 - 高田中学校前間を廃止のうえ、荒川線に編入。

高田線・青い森病院線・入内線・大柳辺線のいわゆる高田方面線の中枢系統にあたり、最も系統数が多く、市民病院発着も設定されていた。青い森病院線設定の際に、高田中学校発着の高田線が青い森病院まで延長される形で青い森病院線が設定された。

### 青い森病院線
- 大野十・荒川十・高田福祉教育センター経由:古川 - 南旭町 - 甲田中学校通り - 大野十文字 - 農協会館前 - 荒川十文字 - 荒川松尾 - 高田日野 - 高田福祉教育センター前 - 高田中学校通り - 追分 - 太陽台団地 - 青い森病院
- 大野十・バイパス経由:（東部営業所 - 県立中央病院前 - ）古川 - 南旭町 - 甲田中学校通り - 大野十文字 - 農協会館前 - 青森朝日放送前 - 荒川松尾通り - 高田日野 - 新あおもり農協中央店前 - 高田中学校通り - 追分 - 太陽台団地 - 青い森病院
- 八甲田大橋経由:青い森病院 - 太陽台団地 - 高田中学校通り - 新あおもり農協中央店前 - 高田日野 - 荒川松尾通り - 青森朝日放送前 - やばぎ - 妙見 - 上玉川 - サンロード青森前 - みちのく銀行本店前 - NTT青森支店前 - 合浦町 - 南造道 - 県立中央病院前 - 原別 - 東部営業所
高田福祉教育センター経由は冬期間高田バイパス経由（高田日野 - 新あおもり農協中央店前 - 高田駐在所前）となる。
  - 1999年10月1日 - 高田線の一部を高田中学校発着から青い森病院発着に変更。
  - 2013年10月1日 - 高田線運休。代替として、青森市市民バスが運行開始。八甲田大橋経由は青い森病院 - 青森朝日放送間廃止のうえ、荒川線に編入。

### 入内線
- （東部営業所 - 県立中央病院前 - ）古川 - 甲田中学校通り - 大野十文字 - 農協会館前 - 荒川十文字 - 荒川松尾 - 高田日野 - 高田教育福祉センター前 - 高田中学校通り - 追分 - 入内
高田福祉教育センター経由は冬期間高田バイパス経由（高田日野 - 新あおもり農協中央店前 - 高田駐在所前）となる。
  - 1958年4月28日 - 小金山神社 - 入内間路線延長。
  - 2013年10月1日 - 運休。青森市市民バス入内線が社会実験として運行開始。

### 大柳辺線
- 大野十文字経由：（東部営業所 - 県立中央病院前 - ）古川 - 甲田中学校通り - 大野十文字 - 農協会館前 - 青森朝日放送前 - 荒川松尾通り - 高田日野 - 新あおもり農協中央店前 - 高田中学校前 - 稲荷沢入口 - 大柳辺入口
- 中央大橋経由：大柳辺入口 - 稲荷沢入口 - 高田中学校前 - 新あおもり農協中央店前 - 高田日野 - 荒川松尾通り - 青森朝日放送前 - 農協会館前 - 大野十文字 - 中央大橋 - 柳町通り - 堤橋 - 合浦公園前 - 南造道 - 県立中央病院前 - 原別 - 東部営業所
  - 1962年12月11日 - 向野沢線向野沢 - 稲荷沢間路線延長。
  - 1979年12月19日 - 稲荷沢入口 - 大柳辺入口間路線延長、大柳辺線となる。
  - 2006年4月1日 - 中央大橋経由を新設。
  - 2013年10月1日 - 運休。青森市市民バスが社会実験として運行開始。

### 上野・牛館線
- 古川 - 甲田中学校通り - 大野市民センター前 - 農協会館前 - 荒川十文字 - 上野十文字 - 上野 - 牛館
  - 19xx年 - 上野線運行開始。
  - 1998年4月1日 - 上野 - 牛館間路線延長、上野・牛館線となる。
  - 200x年 - 廃止。

## 設備
- 営業所庁舎は2階建て。

## 窓口
- 営業所庁舎1階の待合室内にある。

## 油川営業所
油川営業所は青森市大字羽白にあった営業所である。合理化に伴い1990年4月1日に廃止され、跡地には青森市油川市民センターが建った。

### 沿革
- 1958年11月19日 - 青森市大字油川字浪返に油川車庫設置。
- 1959年7月1日 - 油川車庫内に油川営業所開設。
- 1973年10月29日 - 青森市大字羽白字池上に移転。
- 1990年4月1日 - 油川営業所廃止。

### 所管していた路線

#### 野木和団地線
#野木和団地線を参照のこと。

#### 奥内・後潟線
#奥内・後潟線を参照のこと。

#### 岡町線
#岡町線を参照のこと。

## 蟹田営業所
蟹田営業所は東津軽郡蟹田町（現外ヶ浜町）大字上蟹田にあった営業所である。跡地は回転所となり、現在でも外ヶ浜町営バスの回転所として使用されている。

### 沿革
- 1954年2月4日 - 青森バスから蟹田営業所を譲り受ける。
- 1991年4月1日 - 上磯営業所の設置により廃止。

### 所管していた路線

#### 蟹田線
東部営業所と共管
- 東部営業所 - 県立中央病院前 - 南造道 - 合浦公園前 - 堤橋 - 古川 - 駅西口通り - 沖館 - 新田 - 油川下町 - 十三森 - 奥内支所前 - 奥内駅前 - 左堰 - 後潟支所前 - 後潟 - 蟹田駅 - 石浜 - 平舘役場前 - 宇田
  - 1926年 - 浜谷自動車部が三厩 - 蟹田間の乗合自動車運行開始。
  - 1928年 - 三厩 - 青森間運行開始。
  - 1929年 - 青森三厩自動車運輸組合（→上磯自動車→青森バス）の路線となる。
  - 1954年1月28日 - 青森市営バスに買収。
  - 1991年4月1日 - 蓬田村が補助金を拠出しなかったため後潟 - 蟹田駅間の路線を休止。三厩線と路線を統合し、蟹田・三厩線に変更。

1987年当時の運行系統
  - 東部営業所 - 蟹田駅間（夏季は一部、むつ湾フェリー前まで運行）
  - 蟹田駅 - 宇田間
  - 宇田 - 東部営業所間

## 三厩分所
三厩分所は東津軽郡三厩村（現外ヶ浜町）大字増川字東町にあった営業所である。

### 沿革
- 1954年2月4日 - 青森バスから三厩分所（三厩村大字三厩字中浜道端）を譲り受ける。
- 1962年8月31日 - 三厩駅前に移転。
- 1991年4月1日 - 上磯営業所の設置により廃止。

### 所管していた路線

#### 三厩線
- 宇田 - 綱不知 - 高野崎 - 一本木 - （今別駅） - 今別高校前 - 三厩駅
沿革は#蟹田線も参照のこと。
  - 1991年4月1日 - 蟹田線と三厩線を統合し、蟹田・三厩線に変更。

1987年当時の運行系統
  - 宇田 - 三厩駅間
  - 宇田 - 今別駅 - 三厩駅間
  - 大泊小学校 - 三厩駅間
  - 宇鉄 - 三厩駅 - 大泊小学校間

#### 竜飛線
- 沿革は#上磯営業所#竜飛線を参照のこと。

## 上磯営業所
上磯営業所は東津軽郡平舘村（現外ヶ浜町）にあった営業所である。

### 沿革
- 1991年4月1日 - 蟹田営業所と三厩支所を統合し、上磯営業所設置。
- 2001年4月1日 - 上磯営業所廃止。

### 所管していた路線

#### 蟹田・三厩線
- 蟹田駅 - 中師 - 石浜 - 今津 - 上磯営業所 - 宇田 - 綱不知 - 高野崎 - 一本木 - （今別駅） - 今別高校前 - 三厩駅
沿革は蟹田線・三厩線も参照のこと。
  - 1991年4月1日 - 蟹田線・三厩線を統合し、蟹田・三厩線運行開始。
  - 2001年4月1日 - 廃止。平舘村営バス・今別町巡回バスが代替運行開始。

#### 竜飛線
- 三厩駅 - 三厩村役場前 - 上宇鉄 - 竜飛漁港 - 青函トンネル記念館前 - 竜飛灯台
  - 19xx年 - 青森バス宇鉄線運行開始
  - 1954年1月28日 - 青森市営バスに買収。
  - 1959年8月4日 - 宇鉄 - 竜飛間路線を延長し、竜飛線運行開始。
  - 1982年1月10日 - 宇鉄線終点が宇鉄から宇鉄漁港前、竜飛線終点が竜飛郵便局前から竜飛漁港前になる。
  - 2001年4月1日 - 竜飛線廃止。三厩村地域循環バス代替運行開始。